# 大笹牧場
大笹牧場（おおざさぼくじょう）は、栃木県日光市瀬尾字大笹原にある牧場。

## 概要
日光国立公園内の標高1300mの高所を南北に縦断する霧降高原道路の有料道路時代の終点に位置し、主に乳牛の放牧育成を行う高原牧場である。
1957年（昭和32年）6月、栃木県酪農業協同組合の預託育成牛の夏期放牧場として112ヘクタールの民有地を買収して開設、その後国有地の払い下げや民有地の買収により放牧地を拡大し、現在は362ヘクタールとなっている。
1976年（昭和51年）9月、敷地内に大笹牧場レストハウスを開設。1997年（平成9年）には全面改装し、翌1998年（平成10年）に殺菌・畜産加工施設を増設し、大笹牧場オリジナル製品のビン牛乳やバターなどの製造販売を開始した。
元々は栃木県酪農業協同組合直接施設だったが、レストハウスの運営は2005年（平成17年）に子会社の株式会社大笹牧場（高原牛乳株式会社から改称）へ移管、2017年に日光霧降高原大笹牧場株式会社に社名変更した。
大型アスレチックコースや、オートキャンプ場がある。冬季は牧草地でのスノーモービル体験やソリなど雪遊び用具をそろえ、山でのレジャーにも力を入れている。

## 主な施設

### 放牧場

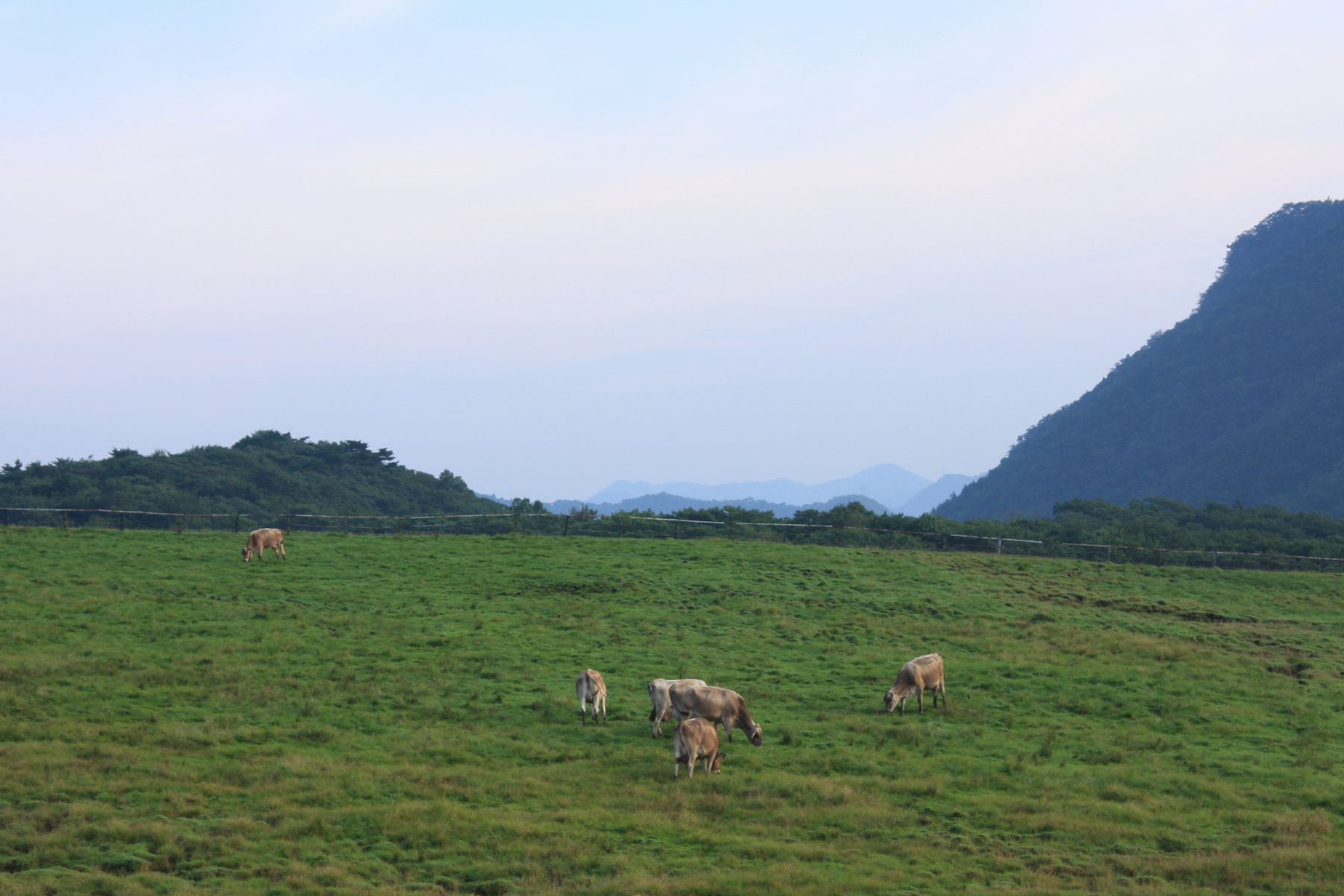
放牧場

- 4月から11月[1]までの夏季に約300頭の乳牛が放牧される。
  - 放牧されるのはブラウンスイス種（英語版）とホルスタインである[9]。

### レストハウス
サイロをイメージした建物としている。1階は売店とジンギスカンハウス。2階ではブラウンスイス牛の焼き肉ハウスと体験工房を設置している。

### 体験工房
陶器への絵付け、アイスクリーム作りやバター作りを体験できる。
かつては、乳搾り体験もできた

### こやぎの丘
ヤギ、ヒツジ、ミニチュアホースを飼育し、専用の餌を販売し、餌やり体験ができる。
過去にはイノシシ、うさぎ、烏骨鶏なども飼育されていた。

## 交通アクセス
出典
車
- 日光道日光ICより、霧降高原道路で約30分

公共交通機関
- 日光線日光駅または東武日光線東武日光駅前よりタクシー又はレンタカーで約30分

　かつては東武バス日光のバス路線が乗り入れていたが、2021年の改正で8.5 km手前の霧降高原レストハウスまでに区間短縮された。